# Lavernose-Lacasse
Lavernose-Lacasse település Franciaországban, Haute-Garonne megyében. Lakosainak száma 3665 fő (2022. január 1.). Lavernose-Lacasse Saint-Hilaire, Bérat, Le Fauga, Lherm, Longages és Noé községekkel határos.

## Népesség
A település népességének változása:
| Lakosok száma | 1041 | 1289 | 1517 | 2462 | 2792 | 2941 | 3050 | 3255 | 3394 | 3665 |
|               | 1968 | 1982 | 1990 | 2006 | 2013 | 2015 | 2017 | 2019 | 2020 | 2022 |